# HMS C33
HMS C33 – brytyjski okręt podwodny typu C. Zbudowany w latach 1909–1910 w Chatham Dockyard w Chatham. Okręt został wodowany 10 maja 1910 roku i rozpoczął służbę w Royal Navy 13 sierpnia 1910 roku. Pierwszym i jedynym dowódcą był Lt. Gerald E.B. Carter.
W 1914 roku C33 stacjonował w Dover przydzielony do Czwartej Flotylli Okrętów Podwodnych (4th Submarine Flotilla).
HMS C33 brał udział m.in. z HMS C24, HMS C27 oraz HMS C29 w akcji niszczenia zagrażających kutrom rybackim niemieckich okrętów podwodnych. Taktyka polegała na tym, że statek pułapka, ciągnął za sobą na linie okręt podwodny, w momencie zauważenia niemieckiej łodzi podwodnej, załoga powiadamiała holowany okręt, który atakował przeciwnika. W taki sposób HMS C24 wraz ze statkiem pułapką HMS „Taranaki”, 23 czerwca 1915 roku zatopił niemieckiego SM U-40.
HMS C33 był jednym z dwóch brytyjskich okrętów klasy C (drugim był HMS C29), które zatonęły w czasie tych akcji. 4 sierpnia 1915 roku prawdopodobnie wpadł na minę gdy ciągnący go HMS „Malta” wpłynął na pole minowe na Morzu Północnym w okolicach Great Yarmouth. Zginęła cała załoga.